# Кало Хорио (окръг Лимасол)
Вижте пояснителната страница за други значения на Кало Хорио.
Кало̀ Хорио̀ (на гръцки: Καλό Χωριό) е село в Кипър, окръг Лимасол. Според статистическата служба на Република Кипър през 2001 г. селото има 472 жители.
Намира се на 21 km северно от Лимасол.